# Ziribári-barlang
A Ziribári-barlang a Duna–Ipoly Nemzeti Park területén elhelyezkedő Pilis hegységben, Csobánkán található egyik barlang. Turista útikalauzokban is ismertetve van.

## Leírás
A Ziribár DK-i csúcsától 40 m-re, a hegyről lefutó meredek gerinchez közel, a Ziribár gerincén végighaladó (Csobánkától Pilisszántóig tartó) gerincösvénytől jobbra helyezkedik el. A barlang két bejárata közül az egyik tág, aknaszerű és könnyen mászható. A másik szűk rókalyukszerű, és csak hason kúszva járható. A barlang vízszintes, enyhén emelkedő járata ÉK–DNy irányú törés mentén, hévizes oldás miatt, freatikus körülmények között jött létre. Felső triász dachsteini mészkőben keletkezett. A barlangban apró borsókövek figyelhetők meg. Kitöltése kőzettörmelékből, agyagból és erdei talajból áll.
A felső, aknaszerű bejáraton át sok faág kerül a barlang vízszintes járatába, és különféle szemetek is előfordulnak benne, melyeket valószínűleg az arra járó turisták hajigálnak bele, hogy megállapítsák az akna mélységét. A barlangjáró alapfelszereléssel könnyen járható barlang megtekintéséhez nem kell engedély.
1967-ben volt először Ziribári-barlangnak nevezve a barlang az irodalmában. Előfordul a barlang az irodalmában Ziribár-barlang (Kadić 1952), Ziribári barlang (Schőnviszky 1937), Ziribári-zsomboly (Mezei 1967), Ziribári zsomboly (Bertalan 1976) és Ziribár-zsomboly (Miczek 1991) neveken is.

## Kutatástörténet
Az 1920-ban megjelent Budapest Duna-jobbparti környéke című könyvben meg van említve, hogy a Ziribár DK-i, kopár, mészköves csúcsán van egy feltáratlan barlang. Az 1924-ben napvilágot látott Budapest Duna-jobbparti környéke című kiadványban meg van ismételve az 1920-ban publikált könyv Ziribári-barlangot említő része. A Turistaság és Alpinizmus 1929. augusztus 1-i számában szó van arról, hogy a Gyopár Turista Egyesület barlangkutatóira szép feladatok várnak a nemrég felfedezett ziribári barlang feltárásánál. A Turisták Lapja 1931. évi évfolyamában publikált, Bekey Imre Gábor által írt tanulmányban meg van említve, hogy a Csévi-barlang ásatása után a Pilis hegység többi barlangjában az ősember utáni kutatás már nem tűnt észszerűnek. A Ziribár tetején lévő kis víznyelőben azért nem, mert az csak földrajzi érdekességű.
A Turisták Lapja 1937. évi évfolyamában az van írva, hogy a Ziribári barlang a Pilis turistakalauz szerint még feltáratlan barlang, amely a Ziribár DK-i csúcsán helyezkedik el. Eddig még nem sikerült megtalálni. Az 1948. évi Hidrológiai Közlönyben publikálva lett, hogy a Hosszú-hegy kiemelkedésével alábbszállt a Hosszú-hegyben a karsztvízszint és megszűnt a működése a Ziribári-, Hosszúhegyi-, Pilisszántói- és Szurdokvölgyi-barlangok forrássorozatának. Az 1948-ban kiadott, Szegő István által írt útikönyvben szó van arról, hogy a Ziribár csúcsán van egy érdekes és feltáratlan barlang, amelynek kb. 2 m átmérőjű, függőlegesen lefelé mélyülő bejárata van. Kadić Ottokár 1952-ben befejezett kéziratában az olvasható, hogy a Ziribár-barlang a Barcza–Thirring-féle turistakalauz szerint a Ziribár DK-i csúcsán lévő feltáratlan barlang, amelyet addig senki sem kutatott, és ezért még hiányzik részletes leírása. A kézirat barlangra vonatkozó része 2 irodalmi mű alapján lett írva.
Az 1953. évi Földrajzi Értesítőben publikált tanulmány szerint a Ziribár DK-i csúcsának tetején, 400 m tszf. magasságban van a Ziribári barlang. Az eltömődött kis barlang aknaszerű és 1–1,5 m széles. Nincs cseppköve, mésztufát sem látni a környéken. Keskenyedve ér véget 2,5 m mélyen. Karrosodott dachsteini mészkő sziklákba mélyül. DK felé néz bejárata. Eredete bizonytalan, lehet, hogy kis víznyelőbarlang. Jelenleg azonban aligha működik, mivel a csúcson helyezkedik el. Lehet felnyílt aven is, esetleg hévforrásbarlang. Utóbbiakra azonban szintén nincs bizonyíték. A barlang valószínűleg eldugult aknabarlang, vagy kis kürtő. Mai alakja sohasem rendelkezett vízgyűjtővel. A tanulmányban látható 3. ábrán, a Ziribári-medence tömbszelvényén jelölve van a Nagy-Ziribár csúcsán lévő barlang.
Az 1962-ben kiadott A barlangok világa című könyvben szó van arról, hogy a Ziribár-barlang a Ziribár tetején lévő, kicsiny, rövid, majdnem teljesen eltömődött barlang. Az 1967-ben megjelent Pilis útikalauz szerint a Ziribár tetején van egy rövid, nagyon eltömődött, 6–7 m hosszú és mélyülő üreg. Ziribári-zsomboly, Ziribári-barlang neveken ismerik. Az 1974-ben napvilágot látott Pilis útikalauz című könyvben, a Pilis hegység és a Visegrádi-hegység barlangjainak jegyzékében (19–20. old.) meg van említve, hogy a Pilis hegység és a Visegrádi-hegység barlangjai között van a Ziribári-zsomboly (Ziribári-barlang). A Pilis hegység barlangjait leíró rész Ziribári-zsombolyról (Ziribári-barlangról) szóló leírása megegyezik az 1967-ben kiadott útikalauz Ziribári-barlangot bemutató leírásával.
Bertalan Károly 1976-ban befejezett kéziratában azt írja, hogy a Pilis hegységben, a Pilis-vonulatban, Csobánkán található Ziribári barlang másik neve Ziribári zsomboly. A Nagy-Ziribár csúcsától DK-re 200 m-re, kis tisztáson, kb. 400 m tszf. magasságban van a DK felé néző bejárata. A bizonytalan eredetű, 7 m hosszú, 2,5 m mély és 1–1,5 m széles barlang erősen eltömődött. A kézirat barlangra vonatkozó része 4 publikáció alapján lett írva. A Bertalan Károly és Schőnviszky László által összeállított, 1976-ban megjelent Magyar barlangtani bibliográfia barlangnévmutatójában meg van említve a Pilis hegységben lévő barlang Ziribári-barlang néven. A barlangnévmutatóban meg van említve 1 irodalmi mű, amely foglalkozik a barlanggal. 1977-ben Havas Péter és Szablyár Péter mérték fel a barlangot és a felmérés alapján Szablyár Péter szerkesztette meg a Ziribári-barlang alaprajz térképét és hosszmetszet térképét 10 keresztmetszettel.

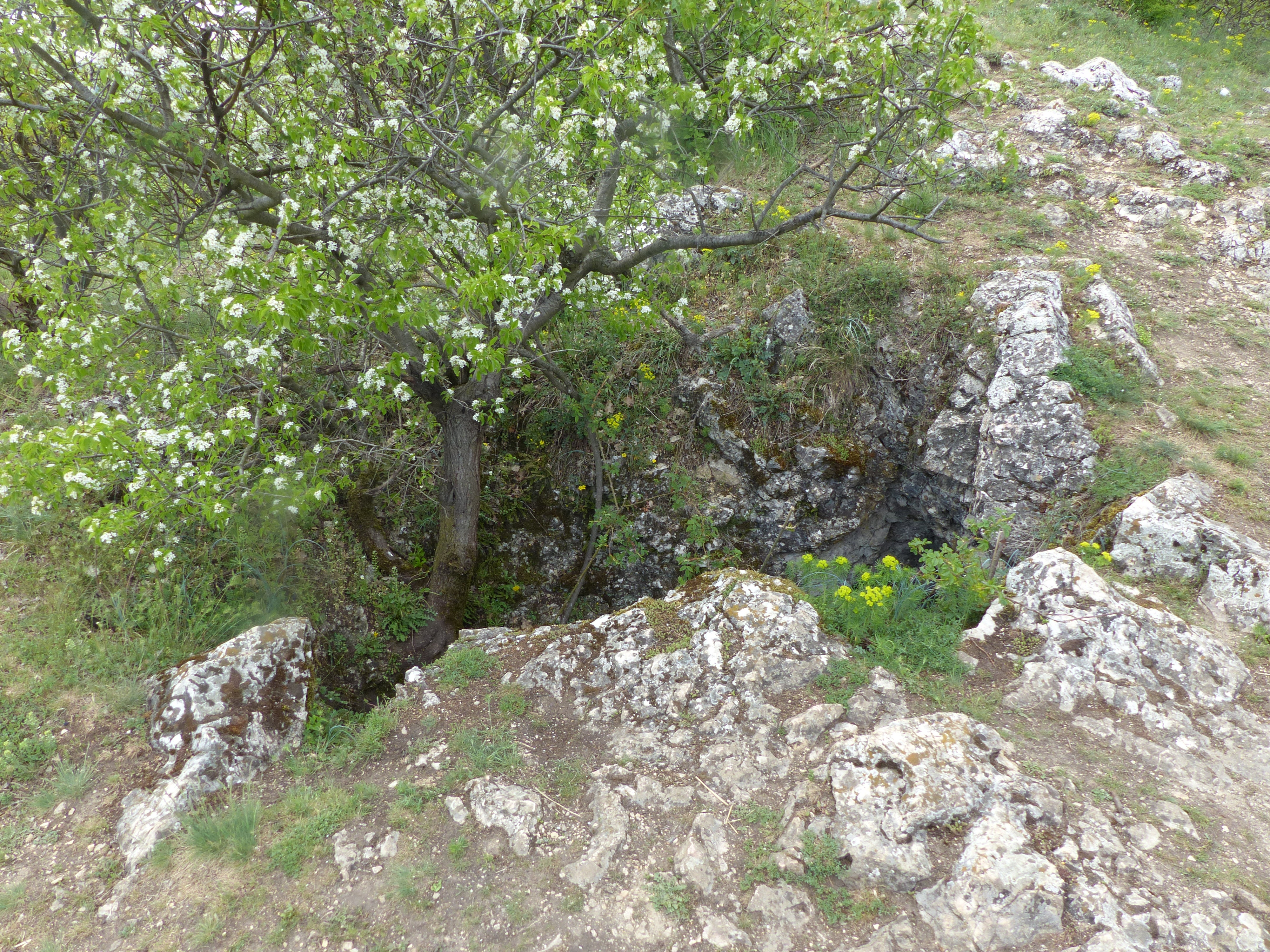
A Ziribári-barlang felső bejárata

Az 1977. évi MKBT Beszámolóban az olvasható, hogy a Ziribár DK-i csúcsától néhány m-re nyílik a Ziribári-barlang kb. 2,5 m² felületű felszakadása. A lejárati kürtőben jól látható az a K–Ny-i irányú repedés, amely a barlang keletkezésében döntő fontosságú volt. A lejárati kürtő törmelékkel és agyaggal kitöltött, nagyon korrodált falú vízszintes járatba vezet. A felszakadás alatt az agyagkitöltésbe kb. 1 m mély gödröt ástak. A feltárt szelvényben sárga homokliszt tapintású agyagrétegek és rózsaszín, zsíros tapintású rétegek váltogatják egymást. A K felé induló járat fala nagyon korrodált, végét összecementált kőtörmelék és gyökerekkel átszőtt agyagkitöltés zárja le.
Ny-i irányban a felszínre vezet néhány méter után a járat. Ennek a járatnak a falát jellegzetes fehér bevonat képezi, amelyen kezdetleges borsókő képződmények figyelhetők meg. Ezt a felszínre vezető járatot barna erdei talaj tölti ki, amelyben valószínűleg értékes őslénytani leletek vannak. A kiadványban publikálva lettek az 1977-ben készült térképek. Az 1983. évi Karszt és Barlangban szó van arról, hogy a Ziribári-zsomboly a Ziribár csúcsától DK-re nyílik. A mindössze 5,5 m mély és kb. 12 m hosszú barlangterem egy ÉK–DNy irányú törés mentén, hévizes oldás miatt keletkezett. Az üregképződés után a befoglaló kőzet (felső triász dolomitos mészkő) tovább porlódott. Az üreg ÉK-i vége felszínre nyílik, nagyon kitöltve barna erdei talajjal.

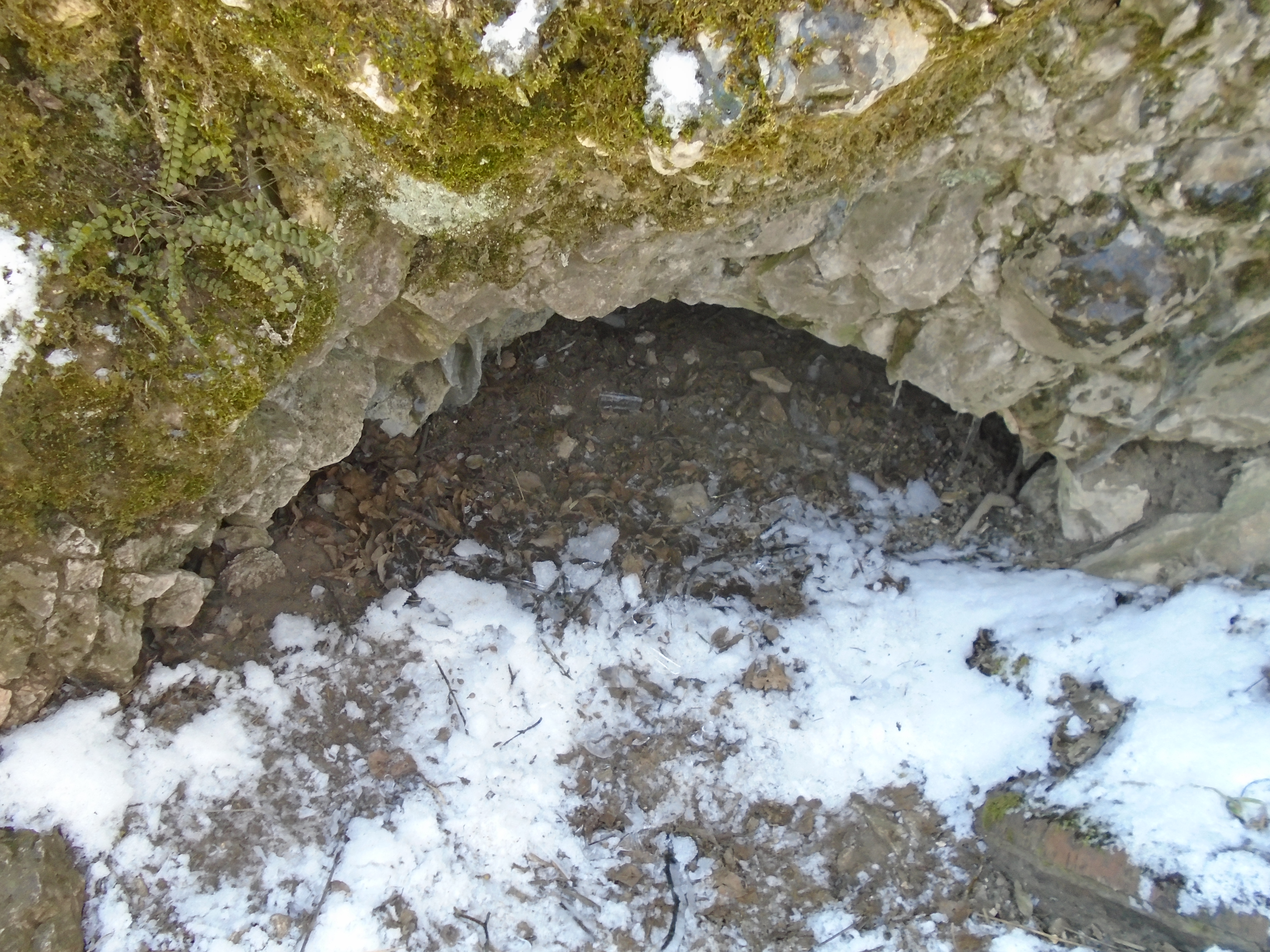
A Ziribári-barlang alsó bejárata

A terem kitöltése rózsaszín-fehér kőzetmálladék, az oldalfalakat kezdetleges borsókő képződmények és fehér kőzetliszt fedi. Az 1983. évi Karszt és Barlangban van egy olyan ábra, amelyen a Pilis hegység Pilis hegytől Dunáig terjedő részének hossz-szelvénye látható. A rajzon megfigyelhető a terület jelentős barlangjainak földrajzi elhelyezkedése és az, hogy a barlangok mekkora tszf. magasságban helyezkednek el. Az ábrán szerepel a 408 m tszf. magasságban elhelyezkedő Ziribári-zsomboly. A barlang a rajz szerint 12 m hosszú és 5,5 m mély. A dolgozatban publikálva lett a barlang kiterített hosszmetszet térképe keresztmetszettel és alaprajz térképe. A két térképen jelölve van a mintavétel helye. A 9. ábrán megfigyelhető a barlang vizsgált mintájának finom szemeloszlási görbéje. A 13. ábrán a barlang vizsgált mintájának ásványi összetétele és nyomelemtartalma van bemutatva.
Az 1984-ben napvilágot látott Magyarország barlangjai című könyv országos barlanglistájában szerepel a Pilis hegység barlangjai között a barlang Ziribári-barlang néven Ziribári-zsomboly névváltozattal. A listához kapcsolódóan látható a Dunazug-hegység barlangjainak földrajzi elhelyezkedését bemutató 1:500 000-es méretarányú térképen a barlang földrajzi elhelyezkedése. Az 1991-ben megjelent útikalauzban az van írva, hogy a Ziribár tetején van egy rövid, nagyon eltömődött és 6–7 m hosszú, mélyülő üreg, amelyet Ziribár-barlang vagy Ziribár-zsomboly néven ismernek. Az 1991. évi Földrajzi Közleményekben publikált és Hevesi Attila által írt tanulmányban szó van arról, hogy mivel a Pilis hegység sasbércvonulatai magasra emelkednek környezetükhöz viszonyítva, ezért hátaikon néhány zsomboly (pl. a Ziribári-zsomboly), tetőik közelében, homlokfalaikon pedig sok régi forrásbarlang található.

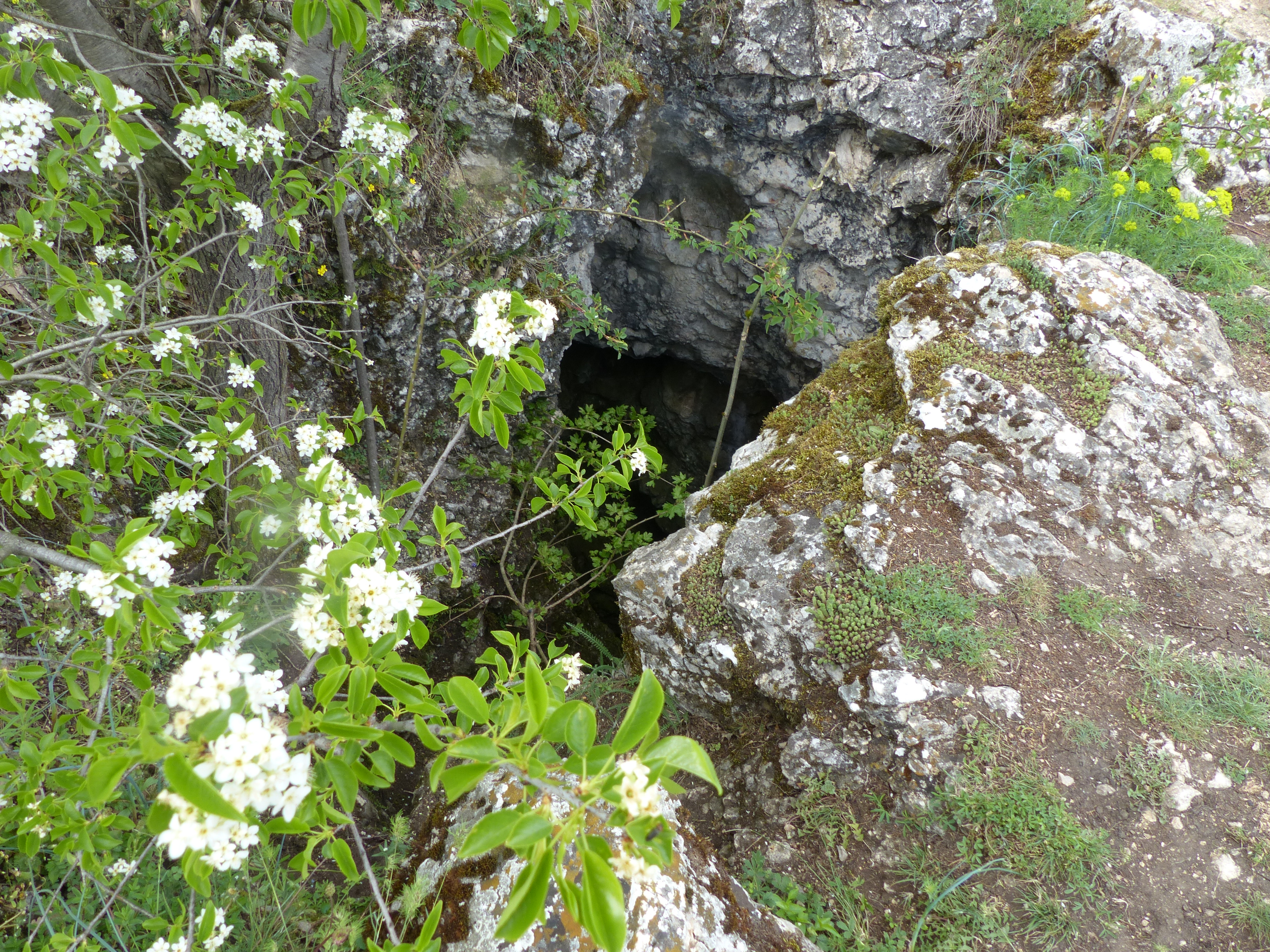
A Ziribári-barlang felső bejárata

A Kárpát József által 1991-ben írt összeállításban az van írva, hogy a csobánkai Ziribári-barlang 7 m hosszú és 5 m mély. Az 1996. évi barlangnapi túrakalauz szerint a Ziribár csúcsától DK-re nyílik a Ziribári-zsomboly. A csak 5,5 m mély, kb. 12 m hosszú barlangterem egy ÉK–DNy-i törés mentén, hévizes oldás miatt jött létre. Az üregképződés után a befoglaló kőzet (felső triász dolomitos mészkő) tovább porlódott. Felszínre nyílik az üreg ÉK-i vége, nagyon kitöltve barna erdei talajjal. A terem kitöltése fehér-rózsaszín kőzetmálladék, az oldalfalakat kezdetleges borsókő képződmények és fehér kőzetliszt fedi. A kiadványba bekerült a barlang 1977-ben készült alaprajz térképe és kiterített hosszmetszet térképe 1 keresztmetszettel.
A 2000. évi Karsztfejlődésben lévő tanulmányban van egy ábra, amelyen látható a Pilis hegységben található néhány barlang és édesvízi mészkő előfordulás földrajzi elhelyezkedése. Az ábrán megfigyelhető, hogy a Ziribári-barlang (a rajzon Ziribár a neve) mekkora függőleges kiterjedésű és mekkora tszf. magasságban helyezkedik el. Szokol Adrienn 2011-es kéziratában található egy helyszínrajz, amelyen a 4830-as barlangkataszteri terület barlangjainak földrajzi elhelyezkedése látható. Az ábrán meg lett jelölve a barlang földrajzi elhelyezkedése. A kézirat szerint a hosszú-hegyi csoport legtöbb barlangja tektonikus mozgások hatására alakult ki, mint pl. a Ziribári-barlang. A barlang a Ziribári-hegyen, 376 m tszf. magasságban nyílik. A tektonikus eredetű barlang 16 m hosszú és 4,6 m függőleges kiterjedésű. Borsókő található benne.